# Четници на Коста Пекянец
Четническото крило на Коста Пекянец се официализира символично в столицата на Шумадия – Крагуевац на 28 юни 1941 г. (Видовден) непосредствено след началото на операция Барбароса. До края на 1942 г. цялото четническо крило на Пекянец се влива в жандармерийските части на правителството на националното спасение.  Пекянец получава благословията на патриарх Николай Велимирович. .
Следвоенната казионна югославска марксическа историография намира четниците на Пекянец за колаборационисти пресъздавайки среща на четническия командир с райхсмаршал Херман Гьоринг на 10 февруари 1941 г. в двореца Врана в присъствието на цар Борис III, на която четническият войвода още от Първата световна война тържествено обещава да сътрудничи за установяването на нов ред в югоизточна Европа срещу логистична германска подкрепа в т.ч. и финансова.  В периода 1943/44 г. четниците на Пекянец се противопоставят на албанското партизанско движение по време на Втората световна война. 